# Sam English
Samuel English (Crevolea, Irlanda del Norte, 18 de agosto de 1908-Valle de Leven, Escocia, 12 de abril de 1967) fue un futbolista británico que jugó en varios clubes durante la década de 1930, pero es recordado principalmente por su tiempo con los Rangers. English también ganó dos topes internacionales para Irlanda. Su carrera se vio ensombrecida por la muerte del arquero celta John Thomson, quien murió como resultado de una colisión accidental con English durante un juego de Old Firm en 1931.

## Primeros años
Samuel English nació en la aldea de Crevolea en Aghadowey, Irlanda del Norte. En 1924 su familia se mudó a Dalmuir en Escocia, y durante un tiempo trabajó en el astillero John Brown & Company

## Carrera
English comenzó su carrera con el Júnior Yoker Athletic antes de unirse a los Rangers en julio de 1931.Tiene el récord de Rangers por la mayor cantidad de goles anotados en una temporada: 44 goles de 35 apariciones en su temporada debut de 1931–32. English anotó 53 goles en todas las competiciones esa temporada, incluyendo un recorrido de cinco goles contra Morton, cuatro goles contra Queens Park y hat-tricks contra Dundee United, Leith Athletic, Falkirk, Brechin City, Ayr United y Raith Rovers. English ganó la final de la Copa de Escocia en 1932, con él anotando el segundo gol de los Rangers en una victoria por 3-0 sobre Kilmarnock. English fue menos prolífico la siguiente temporada, pero aun así anotó 11 goles en 30 partidos de liga y copa, ayudando a los Rangers a ganar el Campeonato de la Liga de Escocia.
La carrera de English se vio ensombrecida por un incidente el 5 de septiembre de 1931 donde estuvo involucrado en una colisión con John Thomson, el portero celta. Thomson se lanzó hacia la pelota y su cabeza chocó con la rodilla de English (no su bota, como a veces se afirma). Thomson sufrió heridas graves en el cráneo y murió en el hospital unas horas después. La investigación oficial descubrió que la colisión fue un accidente y liberó a English de toda culpa; una visión que fue totalmente apoyada por la familia de Thomson y todos los jugadores de ambos equipos que estaban en el campo en ese momento. Sin embargo, English quedó profundamente traumatizado por lo sucedido a Thomson.
Aunque fue absuelto de malicia en el incidente de Thomson, los ataques escoceses provocaron su traslado a Inglaterra. English firmó con Liverpool en el verano de 1933 por una tarifa de transferencia de £ 8000. Comenzó la temporada en buena forma y había marcado 16 goles a mitad de camino. Sin embargo, jugó con menos regularidad a medida que avanzaba la temporada, pero igual anotó otros cuatro goles para terminar la temporada con 20 goles en 31 partidos de liga y copa. La siguiente temporada vio English dentro y fuera del equipo, y solo pudo marcar seis goles en 19 juegos.
En 1935, el recientemente nombrado gerente de la Reina del Sur, George McLachlan, llevó a English de regreso al norte a Escocia para pasar un tiempo en el club con sede en Dumfries. La mudanza no fue un éxito y English recibió una transferencia gratuita a Hartlepool United en julio de 1936. Debía descubrir que su reputación lo había precedido, a menudo enfrentaba ataques con respecto a la muerte de Thomson, y nunca recuperó completamente su forma de juego, aunque logró 31 goles en 75 apariciones para el equipo del noreste de Inglaterra. Eventualmente dejó el fútbol a los 28 años, y luego fue citado por describir su carrera como jugador después del accidente de Thomson como «siete años de deporte sin alegría».

## Carrera internacional
English ganó dos partidos internacionales completos en 1932 para Irlanda. Hizo su debut en un juego en casa en Windsor Park, Belfast el 17 de septiembre de 1932, perdiendo 4-0 ante Escocia. English ganó su segunda y última gorra el 7 de diciembre de 1932, en una derrota por 4-1 ante Gales.

## Vida posterior y legado
Después de retirarse de jugar, English trabajó como entrenador para Duntocher Hibs y Yoker Athletic antes de encontrar empleo en un astillero.
English murió en el Hospital Vale of Leven, en West Dunbartonshire, a la edad de 58 años después de luchar contra la enfermedad de las neuronas motoras.
En reconocimiento a sus prolíficas hazañas de gol durante sus dos temporadas en Rangers, el inglés fue agregado al Salón de la Fama del club en 2009. Miembros de su familia y seguidores de los Rangers también le encargaron al platero Cara Murphy que produjera un cuenco de plata conmemorativo que contenía 44 bolas de plata, cada una de las cuales representa los 44 goles que anotó English en su primera temporada récord en Ibrox. El Sam English Bowl se presentó a los Rangers y ahora se otorga anualmente al máximo goleador del club en una temporada. El primer ganador del tazón fue Kris Boyd en mayo de 2009.

## Honores
Rangers
- Scottish Division One (1): 1932–33
- Copa de Escocia (1): 1932
- Copa de Glasgow (2): 1931–32, 1932–33